# باربيس قصيبي
باربيس قصيبي هو نوع من الأسماك ذات الزعانف الشعاعية المتميزة في عائلة شبوطيات. تم العثور على هذا النوع فقط في المغرب. موطنه الطبيعي هو ينابيع المياه العذبة. وهو مهدد بخسارة موطنه.